# Sigfrido I di Magonza
Sigfrido I (XI secolo – Abbazia di Hasungen, 16 febbraio 1084) fu abate di Fulda dal 25 dicembre 1058 al 6 gennaio 1060 e arcivescovo di Magonza dal 6 gennaio 1060 alla morte.

## Famiglia
Sigfrido era un membro della famiglia franca della Renania dei Reginbodonen. Suo padre, chiamato anche lui Sigfrido, era conte di Königssondergau. Al conte Sigfrido succedette suo figlio Ulrico, che fu conte di Königssondergau e Vogt della chiesa diocesana di Magonza dal 1052 al 1074.

## Carriera ecclesiastica
Sigfrido fu educato nel monastero di Fulda e vi divenne monaco. Il 25 dicembre 1058 fu nominato abate del monastero e il 6 gennaio 1060 l'imperatrice-reggente Agnese lo nominò arcivescovo di Magonza. Nella primavera del 1062 entrò nel mondo politico come membro della fazione che faceva capo ad Annone II di Colonia, che prese con la forza la reggenza del giovane re, Enrico IV, con il colpo di Stato di Kaiserswerth. Tuttavia Sigfrido non ebbe mai l'influenza politica di Annone o Adalberto di Brema e rimase una sorta di "terza forza".
Nell'inverno 1064-1065, intraprese un pellegrinaggio a Gerusalemme. Nel 1069 presiedette l'assemblea di Worms, nella quale Enrico IV annunciò la sua intenzione di ripudiare sua moglie Berta di Savoia. Sigfrido scrisse a papa Alessandro II chiedendo aiuto in merito. Nel 1070 si recò in pellegrinaggio a Roma per chiedere il permesso di papa Alessandro II di abdicare dal suo titolo, ma il papa rifiutò. Insieme ad Annone II di Colonia, nel 1071, fondò un monastero benedettino a Saalfeld.
Nel 1072, durante un pellegrinaggio a Santiago di Compostela, soggiornò a Cluny, dove conobbe l'abate Ugo il Grande. I cittadini di Magonza, tuttavia, gli chiesero di ritornare prima di arrivare in Spagna. Al suo ritorno sostenne ardentemente la riforma cluniacense nella sua diocesi. Nel 1074, in tale ottica, fondò i monasteri di Ravengiersburg e Hasungen.
Sigfrido si schierò inizialmente con Enrico IV nella lotta per le investiture tra l'Impero e il papa. Fu uno dei vescovi tedeschi che tentarono di deporre papa Gregorio VII nel 1076. Tuttavia, più tardi nello stesso anno, quando Gregorio VII scomunicò Enrico IV, Sigfrido cambiò fazione e, in un'assemblea generale degli aristocratici tedeschi a Tribur nell'ottobre del 1076, partecipò all'elezione di un anti-re, evento che scatenò la grande rivolta sassone. Successivamente Sigfrido fu cacciato dalla sua diocesi dalla cittadinanza oltraggiata filo-realista, ribellandosi contro il suo dominio. Tuttavia, il 25 marzo 1077, incoronò il cognato di Enrico IV, il duca Rodolfo di Rheinfelden come anti-re, poiché i ribelli di cui faceva parte avevano bisogno del prestigio militare e della potenza di un re per compensare la riaffermazione di potere di Enrico a seguito del suo riavvicinamento con il papa. Il 26 dicembre 1081 incoronò Ermanno di Salm come secondo anti-re di Goslar dopo la morte di Rodolfo in battaglia. Dopo il 1081 cessò di impegnarsi in politica. Morì nel monastero di Hasungen nel 1084, dove fu sepolto.

## Genealogia episcopale e successione apostolica
La genealogia episcopale è:
- Papa Alessandro II
- Sigfrido I di Magonza

La successione apostolica è:
- Vescovo Wigolt di Augusta (antivescovo) (1078)